# Oxya squalida
Oxya squalida är en insektsart som först beskrevs av Karl J. Marschall 1836.  Oxya squalida ingår i släktet Oxya och familjen gräshoppor. Inga underarter finns listade i Catalogue of Life.